# Birt (Mondkrater)
Birt ist ein Einschlagkrater im östlichen Teil des Mare Nubium. Östlich des Kraters verläuft die Rupes Recta,  eine langgestreckte, gerade Geländeformation, die früher auch die Lange Wand genannt wurde, obwohl es sich dabei nur um eine Stufe im Gelände handelt. Auf der abgewandten Seite dieser Geländestufe liegt der Krater Thebit.
Birt ist schüsselförmig mit einem erhabenen Rand. Der südöstliche Kraterrand wird durch den Satellitenkrater Birt A leicht überdeckt. Westlich von Birt verläuft eine Rille namens Rima Birt in nordnordwestlicher Richtung in einem Bogen von Birt F nach Birt E.
| Buchstabe | Position          | Durchmesser | Link |
| --------- | ----------------- | ----------- | ---- |
| A         | 22,51° S, 8,31° W | 7 km        |      |
| B         | 22,3° S, 10,33° W | 5 km        |      |
| C         | 23,7° S, 8,43° W  | 2 km        |      |
| D         | 21,09° S, 9,94° W | 3 km        |      |
| E         | 20,72° S, 9,73° W | 4 km        |      |
| F         | 22,35° S, 9,21° W | 2 km        |      |
| G         | 23,2° S, 8,35° W  | 2 km        |      |
| H         | 23,08° S, 9,21° W | 2 km        |      |
| J         | 23,01° S, 9,57° W | 2 km        |      |
| K         | 22,42° S, 9,76° W | 2 km        |      |
| L         | 21,67° S, 9,42° W | 2 km        |      |